# Saeed Laylaz
Saeed Laylaz (...) è un economista e giornalista iraniano, consigliere di Mohammad Khatami arrestato dalle autorità nel clima delle proteste post-elettorali del 2009.

## Biografia
Il 17 giugno 2009 Laylaz viene arrestato nella repressione generale contro i giornalisti che davano spazio alle violenze durante le proteste post-elettorali. Il 2 dicembre viene condannato a 9 anni di carcere per "aver fomentato disordini".
La detenzione di Laylaz ha attirato l'attenzione internazionale e le proteste delle ONG. Amnesty International lo ha definito come prigioniero di coscienza, "detenuto esclusivamente per [il suo] pacifico esercizio del diritto alla libertà di espressione", e ha chiesto il suo immediato rilascio. 
Il Comitato per la protezione dei giornalisti ha descritto la condanna come "profondamente preoccupante e altamente politicizzata e ingiustificata". Reporter senza frontiere ha descritto il suo caso come "violazione della libertà di stampa".